# Rebellen der Steppe
Rebellen der Steppe (Originaltitel: Calamity Jane and Sam Bass) ist ein US-amerikanischer Western aus dem Jahr 1949 von George Sherman mit Yvonne De Carlo und Howard Duff in den Hauptrollen. Der Film wurde von Universal-International Pictures produziert.

## Handlung
Der talentierte Reiter Sam Bass erreicht als Wachmann einer Postkutsche die texanische Stadt Denton. Der knurrige Sheriff Will Egan hält ihn für einen Spieler. Die berüchtigte Calamity Jane reitet mit einigen Cowboys in die Luft schießend in die Stadt, um einen baldigen Viehtrieb zu feiern. Als ihr Pferd Thunderbolt scheut, beruhigt Sam das Tier, was Jane sehr beeindruckt. Später sieht sie, wie Sam mit Kathy Egan, der Schwester des Sheriffs, flirtet. Der Analphabet Sam bittet Kathy, ihm einen Brief seiner Schwester vorzulesen. So erfährt Kathy, dass er arbeitslos ist und bittet ihren Bruder, ihm eine Stelle auf ihrer gemeinsamen Ranch zu geben.
Zur Feier des Viehtriebes wird ein Pferderennen veranstaltet, bei dem Reiter gegen das schnellste Pferd des Westens antreten. Am Tag des Rennens sehen Jane und Sam das Pferd, Denton Mare, das aufgrund eines falsch angebrachten Hufeisens lahmt. Sam fragt Will um 50 Dollar, damit er sich ein Pferd kaufen kann, setzt dann aber das Geld, das Will ihm widerwillig gegeben hat, auf Thunderbolt. Thunderbolt gewinnt das Rennen, Sam kauft vom Gewinn Denton Mare. Er erklärt Jane, dass er erkannt hat, dass Denton Mare keine Verletzung hat, sondern nur neu beschlagen werden muss. Will, der Spieler verabscheut, erkennt, wie Sam zu seinem Pferd kam und verlangt, dass er die Ranch verlässt. Sam gesteht Kathy seine Liebe und schließt sich Joel Collins und anderen Ranchern an, die den Viehtrieb durchführen. 
In Abilene veranstalten Harry Dean und sein Partner Wells Pferderennen. Alle Rancher setzen ihr Geld auf Denton Mare. Jane enthüllt versehentlich gegenüber Dean und Wells, welches Pferd da antritt, so dass die beiden planen, Sams Pferd zu vergiften. Als der Betrug offenbar wird, tötet der bislang gutmütige Sam Wells. Sam, Jane und ihre Begleiter müssen aus der Stadt fliehen. Die Gruppe beschließt, Deans Kutsche, in der die ergaunerten Gewinne transportiert werden, zu überfallen. Nach dem geglückten Überfall gelten sie allerdings als Verbrecher. Sam schleicht sich nach Denton, um Kathy die Lage zu erklären. Sie überzeugt ihn, sich zusammen mit Joel und den anderen Ranchern zu stellen. Will erklärt ihnen, dass sie in Abilene vor Gericht gestellt werden. Da sie dort keine faire Verhandlung erwarten können, werden sie von Jane befreit. 
In der Gruppe ist ein Verräter, der Will über den nächsten geplanten Überfall unterrichtet. Sams Gruppe gerät in einen Hinterhalt, die folgende Schießerei überleben nur Sam, Jane und Joel. Die Männer des Sheriffs jagen die drei in die Hügel, dabei wird Joel erschossen. Sam wird von Will angeschossen. Der Sheriff kehrt nach Denton zurück zu seiner Ranch. Kurz darauf erscheint Jane mit dem sterbenden Sam, der aus seinem Sattel rutscht. Halb bewusstlos spricht Sam über ihren Traum einer eigenen Ranch. Kathy wird klar, dass er sie meint, als er sagt, er habe sie die ganze Zeit geliebt. Dann stirbt Sam in Janes Armen.

## Produktion

### Hintergrund
Gedreht wurde der Film von Mitte Oktober bis Mitte November 1948 in Kanab (Utah), auf der Iverson Movie Ranch in Chatsworth sowie in den Universal-Studios in Universal City.

### Stab
Bernard Herzbrun und Richard H. Riedel waren die Art Directors, A. Roland Fields und Russell A. Gausman die Szenenbildner. Leslie I. Carey und Glenn A. Anderson waren für den Ton verantwortlich, Bud Westmore für das Make-up.

### Besetzung
In kleinen nicht im Abspann erwähnten Nebenrollen traten Francis McDonald, Douglas Walton und Nedrick Young auf.

## Synchronisation
Die erste Synchronfassung wurde 1951 durch die Berliner Synchron GmbH Wenzel Lüdecke erstellt. Die zweite Fassung wurde 1993 für die TV-Auswertung gefertigt. Der Film wurde auch als Calamity Jane und Sam Bass vertrieben.
| Rolle             | Schauspieler       | Synchronsprecher 1951 | Synchronsprecher 1993 |
| ----------------- | ------------------ | --------------------- | --------------------- |
| Calamity Jane     | Yvonne De Carlo    | Herta Kravina         | Rita Russek           |
| Sam Bass          | Howard Duff        | Wolfgang Eichberger   | Martin Umbach         |
| Sheriff Will Egan | Willard Parker     | Carl Raddatz          | n.n.                  |
| Joel Collins      | Lloyd Bridges      | Otto Matthies         | Pierre Peters-Arnolds |
| Jim Murphy        | Norman Lloyd       | n.n.                  | Fritz von Hardenberg  |
| Harry Dean        | Marc Lawrence      | n.n.                  | Gudo Hoegel           |
| Dakota            | Houseley Stevenson | n.n.                  | Leo Bardischewski     |
| Abe Jones         | Milburn Stone      | n.n.                  | Gerd Potyka           |
| Morgan            | John Rodney        | n.n.                  | Ekkehardt Belle       |
| Marshal Peak      | Roy Roberts        | n.n.                  | Fred Maire            |
| Lucy Egan         | Ann Doran          | n.n.                  | Angelika Bender       |
| Wells             | Charles Cane       | n.n.                  | Michael Rüth          |
| Doc Purdy         | Walter Baldwin     | n.n.                  | Werner Abrolat        |

## Veröffentlichung
Die Premiere des Films fand am 4. Juli 1949 statt. In der Bundesrepublik Deutschland kam er am 21. Dezember 1951 in die Kinos.

## Kritiken
Das Lexikon des internationalen Films schrieb: „Western mit starken Anklängen an das Michael-Kohlhaas-Motiv. Routinierte Regie, gute Schauspieler.“
Der Kritiker des TV Guide merkte an, dass Hollywood wieder einmal schnell und locker mit der Geschichte umgehe, wie in diesem langweiligen Western, der das Leben des Gesetzlosen Sam Bass glorifiziere.